# Media Sports Investment
A Media Sports Investment (MSI) foi uma empresa formada por um grupo de investidores britânicos e russos (segundo seu site oficial), com base declarada no Reino Unido. A MSI firmou em 2004 uma parceria com o Sport Club Corinthians Paulista.

## Parceria com oSport Club Corinthians Paulista

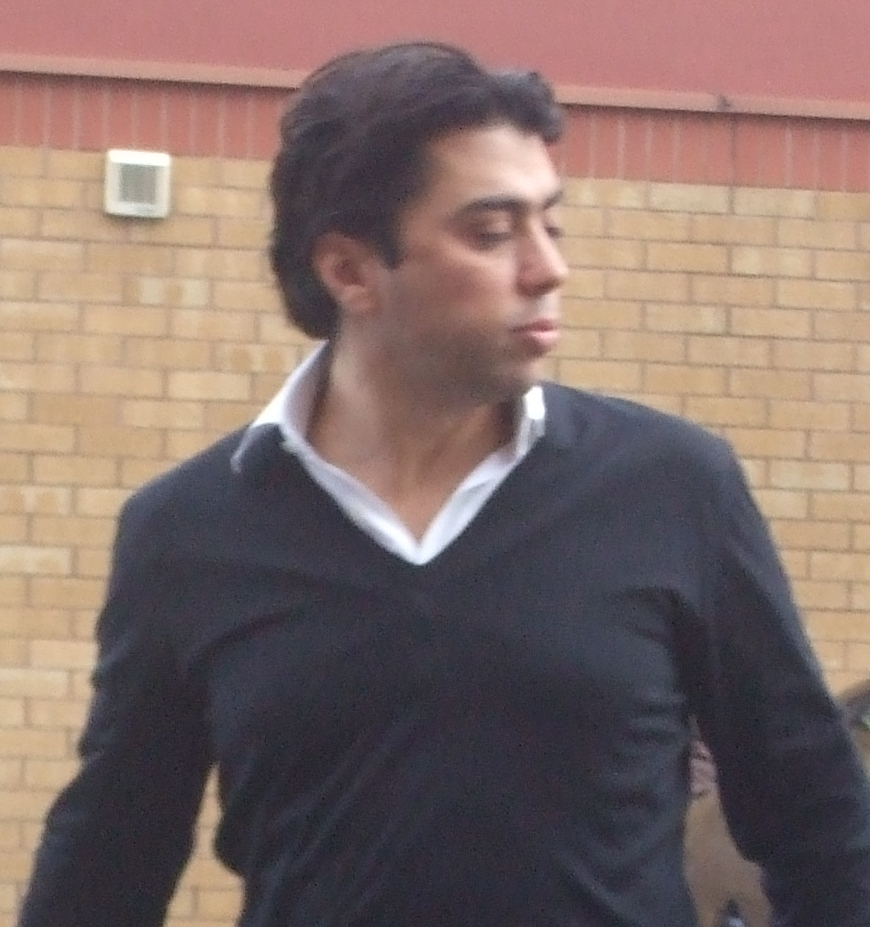
Kia Joorabchian, fundador e representante da MSI no Brasil

A empresa era representada no Brasil pelo iraniano Kia Joorabchian, mas havia desconfianças de que o ele era um "testa de ferro" do magnata russo Boris Berezovsky, verdadeiro presidente e dono da empresa.
Segundo os termos da parceria entre a empresa e o Corinthians, a MSI iria fazer investimentos no Parque São Jorge por um período de dez anos, contratar jogadores e a construir um estádio para o clube. Um conselho dirigente formado por quatro membros tinha o poder do departamento de futebol do Corinthians - dois membros da MSI e dois membros do clube, com Kia tendo o voto de minerva.

### Galácticos
A MSI trouxe para a temporada 2005 jogadores de destaque como Nilmar, Roger, Carlos Alberto, Marcelo Mattos, Gustavo Nery e os argentinos Carlito Tevez, Javier Mascherano e Sebastián Domínguez. Corinthians chegou a ser chamado por Kia e Dualib como Galácticos.
Depois de uma campanha ruim no Campeonato Paulista, da eliminação na Copa do Brasil (diante do Figueirense) e da Copa Sul-Americana (frente ao Pumas do México), o Corinthians conseguiu seu quarto título do Campeonato Brasileiro - única conquista na "Era MSI".

### Início da crise
Mas no ano seguinte, as relações com a MSI e o clube começaram a se desgastar, devido a disputa pelo controle do futebol corintiano entre Kia e Alberto Dualib. E com a eliminação precoce do time do Parque São Jorge na Copa Libertadores da América, a parceria passou a não ser mais respeitada.
A MSI deixou de enviar recursos ao clube, que  também não repassava nada a empresa, gerenciado o departamento de futebol por conta própria. O Corinthians acumulou uma dívida superior aos R$ 70 milhões.

### Fim da parceria
No dia 19 de julho de 2007, o Ministério Público Federal brasileiro determinou o bloqueio das contas para recebimento de valores vindos de Berezovski, acusado pela Justiça do país por lavagem de dinheiro e formação de quadrilha.
No dia 24 de Julho, na reunião do Conselho Deliberativo do Corinthians, foi decidido por unanimidade o fim da parceria entre o clube e a MSI . O caso deve terminar na Justiça, já que há uma multa rescisória US$ 25 milhões para ser paga pelo Corinthians a MSI .
Já foi comprovado pelo Ministério Público que a MSI fez parte de um esquema de lavagem de dinheiro em parceria com dirigentes do Corinthians.